# František Jura
František Jura (* 25. ledna 1969 Ostrava) je český politik, manažer, bývalý fotbalista, od roku 2024 senátor za obvod č. 62 – Prostějov, od roku 2016 zastupitel Olomouckého kraje (v letech 2016 až 2018 také náměstek hejtmana a v letech 2018 až 2020 pak radní kraje), od roku 2014 zastupitel a od roku 2018 primátor města Prostějov, člen hnutí ANO.

## Život
Jako fotbalista působil v menších klubech na Prostějovsku (Ptení, Hrubčice, Čechy pod Kosířem a naposled TJ Haná Prostějov).
Vystudoval obor management sportu a trenérství na Fakultě tělesné kultury Univerzity Palackého v Olomouci a andragogiku na Univerzitě Jana Amose Komenského (získal titul Mgr.). Na zpochybňování svého vzdělání reagoval zveřejněním přesných dat získání svých diplomů a nabídkou, že každému zájemci osobně ukáže jak diplomy, tak i příslušné práce.
V letech 1992 až 2000 pracoval u Městské policie v Prostějově a v letech 2000 až 2010 pak u Vězeňské služby ČR.
V roce 2011 se stal generálním manažerem 1. SK Prostějov. V roce 2017 kandidoval do vedení Fotbalové asociace ČR.
František Jura žije ve městě Prostějov. Je ženatý a má tři děti.

## Politické působení
V komunálních volbách v roce 2006 kandidoval jako nestraník za hnutí NEZ na posledním 35. místě kandidátky subjektu „Koalice SNK ED, NEZ“ do Zastupitelstva města Prostějov, ale neuspěl. Jako povolání uváděl státní zaměstnanec a fotbalový trenér. Ve volbách v roce 2010 kandidoval jako nestraník za TOP 09, ale opět neuspěl. Tentokrát jako povolání uváděl sportovní ředitel fotbalového klubu.
Zastupitelem města se tak stal až po volbách v roce 2014, kdy byl zvolen jako člen hnutí ANO 2011 na jeho prostějovské kandidátce. Jako povolání uváděl generální sportovní manažer. Působil v kontrolním výboru zastupitelstva a ve sportovní komisi rady. Ve volbách v roce 2018 byl lídrem hnutí ANO 2011 a post zastupitele města obhájil. Novou koalici složily vítězné hnutí ANO, třetí hnutí Pévéčko, čtvrtá „ODS a nezávislé osobnosti města Prostějova“ a pátá ČSSD. Dne 30. října 2018 byl Jura zvolen novým primátorem města Prostějov, ve funkci vystřídal Alenu Raškovou.
V krajských volbách v roce 2008 kandidoval jako nestraník za stranu Moravané do Zastupitelstva Olomouckého kraje, ale neuspěl. V krajských volbách v roce 2016 byl zvolen za hnutí ANO 2011 zastupitelem Olomouckého kraje. V listopadu 2016 se navíc stal náměstkem hejtmana pro kulturu, památkovou péči, tělovýchovu, sport a volný čas. Po zvolení prostějovským primátorem v roce 2018 na post náměstka rezignoval, pokračoval však jako radní kraje. V krajských volbách v roce 2020 mandát krajského zastupitele obhájil, ale skončil ve funkci radního kraje. Ve volbách v září 2024 opět obhájil z pozice člena hnutí ANO mandát zastupitele Olomouckého kraje.
V komunálních volbách v roce 2022 obhájil z pozice lídra kandidátky hnutí ANO mandát zastupitele města. V polovině října 2022 se stal opět primátorem města, když jeho vítězné hnutí ANO uzavřelo koalici s uskupením „Občanská demokratická strana spolu s nezávislými osobnostmi města Prostějova“ a hnutím Pévéčko (PV).
Ve volbách do Senátu PČR v roce 2024 kandidoval za hnutí ANO v obvodu č. 62 – Prostějov. V prvním kole vyhrál, když získal 41,98 % hlasů. Ve druhém kole se utkal s kandidátem hnutí SPD a Trikolory Pavlem Dopitou, kterého porazil poměrem hlasů 72,43 % : 27,56 %, a stal se tak senátorem.

## Sport
Dlouhodobě spolupracoval s úspěšným sportovním manažerem Miroslavem Černoškem, a byl jednatelem ve společnosti, kterou Černošek majetkově ovládal. Sám Černošek uvedl, že oba muže pojí přátelské vztahy. Jura opakovaně podporoval dotace na akce pořádané Černoškovými firmami.
Jako náměstek hejtmana Olomouckého kraje prosadil zásadní zvýšení dotací do oblasti sportu. Sám pak čelil kritice, že dotace z kraje do fotbalového klubu, který vedl, výrazně vzrostly poté, co začal ve vedení kraje působit.

## Koronavirus
V době koronavirové krize město Prostějov pod Jurovým vedením patřilo k prvním, které pomáhalo svým občanům se získáváním roušek a dezinfekcí. Prosadil také testování zaměstnanců Magistrátu města Prostějova na nákazu koronaviru. Společnosti, která na tyto výkony neměla všechna potřebná povolení, byla následně pokutována krajským úřadem a zaplatila částku 10 tisíc korun.
Ve spolupráci s prostějovskou nemocnicí město také vybudovalo velké očkovací centrum v budově svého Společenského domu. 

## Kontroverze
Stavební povolení na rodinný dům Jurovi vydal Magistrát města Prostějova v době, kdy již byl primátorem města. Souhlas s ohlášeným stavebním záměrem mu úřad vydal za jeden den. Krajský úřad později rozhodl, že magistrát postupoval nezákonně, protože úředníci byli podjatí. Samotný postup je však legální a může jej využít každý stavebník. 